# Серая, Анна Моисеевна
А́нна Моисе́евна Се́рая (25 января 1924 — 3 июня 2014) — украинский советский строитель, бригадир штукатуров треста «Крещатикстрой» Украинской ССР. Герой Социалистического Труда (1966).

## Биография
Родилась 25 января 1924 года в селе Ерков, Козелецкого района Черниговской области в крестьянской семье. В 1933 году, после смерти родителей в результате эпидемии тифа, осталась сиротой.
В 1935 году окончила Ерковскую неполную школу, в следующем году устроилась разнорабочей на Козелецкий кирпичный завод, работала там до 1941 года. В период оккупации проживала в родном селе. После освобождения переехала в Киев, где устроилась на работу в строительное управление №1 треста «Крещатикстрой», работала на разборке завалов Крещатика, разрушенного в годы оккупации. В 1945 году начала работать штукатуром, через год стала бригадиром штукатурной бригады. С 1 февраля 1956 года – бригадир штукатуров специализированного строительного управления №4 треста «Киеотделстрой» (с 1961 года – специализированное строительное управление №20 треста «Киевгорстрой» №4).
В 1959 году добровольно перешла работать в отстающую бригаду, впоследствии вывела её в передовые. Работала там до выхода на пенсию в 1988 году. Участвовала в восстановлении и строительстве Октябрьского дворца (ныне — Международный центр культуры и искусства), Дворца спорта, Киевской консерватории, гостиниц «Украина» и «Киев», кинотеатра «Киев», дома горсовета (ныне - Киевская городская государственная администрация и Киевсовет), Дома профсоюзов, Дома художника, дворца пионеров, новых корпусов университета, школ, больниц, жилых домов и многих других объектов города.
Жила в Киеве. Умерла 3 июня 2014 года. Похоронена в Киеве на Зверинецком кладбище.
Избиралась депутатом Киевского горсовета (1948—1986).

## Награды
- Герой Социалистического Труда (3.07.1966) — за выдающиеся заслуги в жилищном и культурно-бытовом строительстве в городе Киеве:
- дважды Орден Ленина (1958, 3.07.1966);
- Орден Октябрьской Революции (1977);
- Заслуженный строитель Украинской ССР (1963);
- Почётная грамота Президиума Верховного Совета УССР (1965, 1981);
- Почётный гражданин Киева (1999);
- медали.